# Edward Chodzicki
Edward Józef Chodzicki (ur. 24 września 1897 w Tarnowie, zm. 21 kwietnia 1978 w Barwałdzie) – polski leśnik, społecznik, profesor zwyczajny leśnictwa. 

## Życiorys

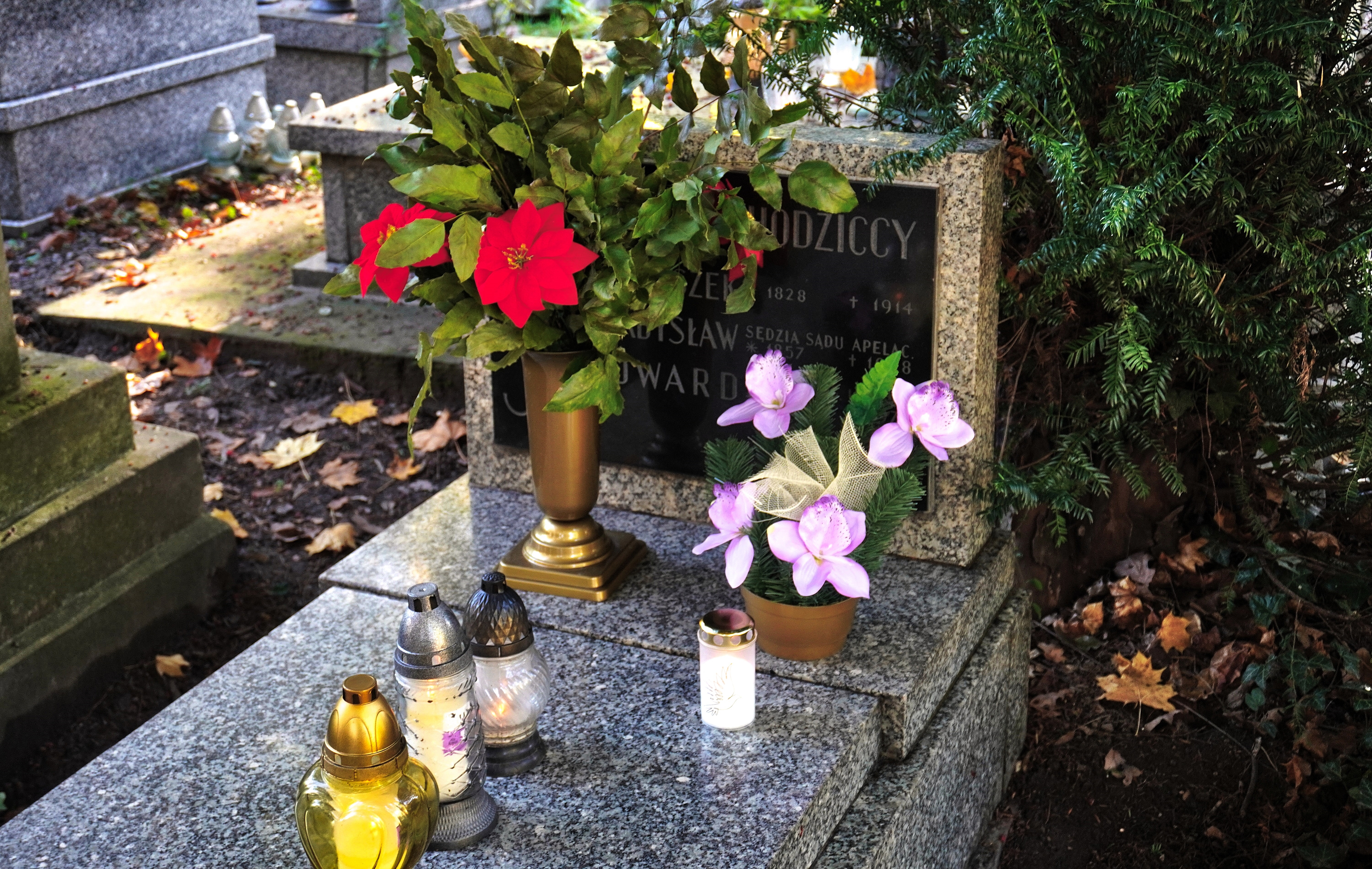
Grób prof. Edwarda Chodzickiego na cmentarzu Rakowickim w Krakowie

W 1923 roku ukończył studia na Wydziale Leśnym SGGW w Warszawie. W latach 1923–1927 był asystentem na WL SGGW, następnie odbył staż naukowy w Eberswalde i Zurychu. Był pierwszym kierownikiem Arboretum w Rogowie. W 1927 sporządził pierwszy plan zagospodarowania Kompleksu leśnego Huzary, wchodzącego w skład parków leśnych Zakładu Zdrojowego, a obecnie jest jednym z obiektów Leśnego Zakładu Doświadczalnego w Krynicy. W 1931 obronił doktorat, a w 1933 uzyskał habilitację. Od 1937 jako profesor nadzwyczajny i kierownik Katedry Leśnictwa został zatrudniony na Uniwersytecie Jagiellońskim. 
6 listopada 1939 aresztowany w ramach Sonderaktion Krakau, osadzony w więzieniu Montelupich, potem w obozie Sachsenhausen, w wyniku interwencji naukowców szwedzkich 8 lutego 1940 zwolniony z obozu, po powrocie do Krakowa pracował w Instytucie Leśnictwa. 
Po wojnie wrócił na swoje stanowisko na Uniwersytecie Jagiellońskim. Od 1 lipca 1946 kierował Katedrą Ogólnej i Szczegółowej Hodowli Lasu. Był kierownikiem Katedry Szczegółowej Hodowli Lasu Wyższej Szkoły Rolniczej w Krakowie. 1 lipca 1954 jego Katedrę rozwiązano. W 1964 ponownie kierował Katedrą Ogólnej Hodowli Lasu Wyższej Szkoły Rolniczej w Krakowie. W 1968 przeszedł na emeryturę. 
Zasłużony dla nowoczesnej hodowli lasu. Prowadził pionierskie badania gleboznawcze i typologiczne, w wyniku których powstała regionalizacja przyrodniczo-leśna Polski. Wprowadził po raz pierwszy do polskiej nauki system klasyfikacyjny siedliskowych typów lasu. Organizował i urządzał arboreta w Lesie Wolskim i Krakowie. W 1963 wydał publikacje „Regionalizacja przyrodniczo-leśna Polski w nowym ujęciu”. W 1946 współzałożył Polskie Naukowe Towarzystwo Leśne z siedzibą w Warszawie. Był członkiem honorowym Komitetu Nauk Leśnych PAN, również Polskiego Towarzystwa Leśnego (1967). 
Zmarł w Barwałdzie, pochowany na cmentarzu Rakowickim w Krakowie (kwatera IX-płn-23).

## Ordery i odznaczenia
- Krzyż Kawalerski Orderu Odrodzenia Polski (19 lipca 1958)[8][9]
- Odznaka „Zasłużony dla Leśnictwa i Przemysłu Drzewnego” (1976)
- Złota Odznaka „Za Pracę Społeczną dla miasta Krakowa” (1969)[10]
- Złota Odznaka Honorowa PTL